# Rotors entrellaçats

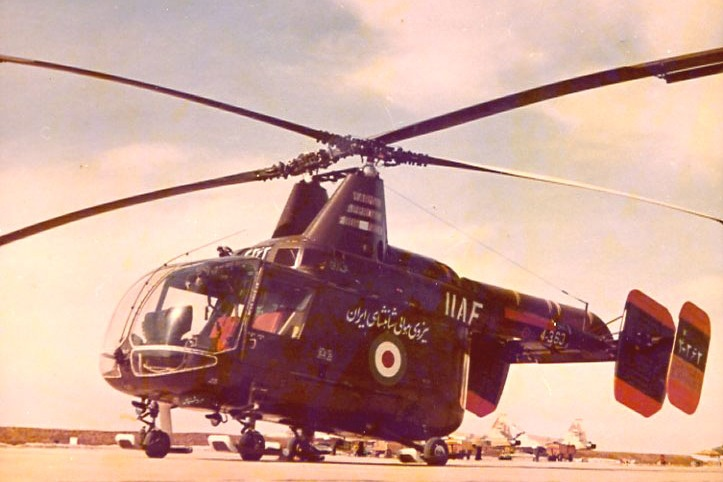
Un HH-43 Huskies, helicòpter de rotors entrecreuats.

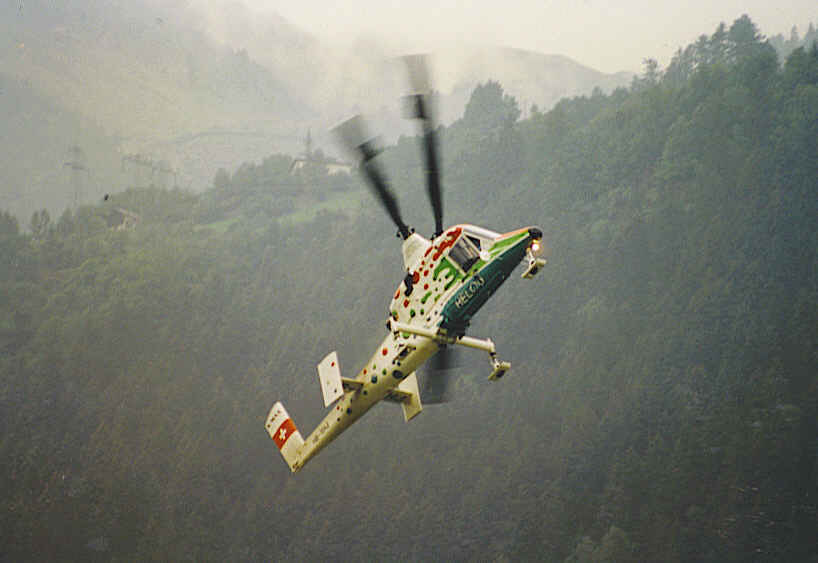
Un Kaman K-MAX.

Els  rotors entrellaçats , o  rotors entrecreuats  en un helicòpter són el conjunt de dos rotors girant en direccions oposades, amb els pals dels rotors muntats un al costat de l'altre amb un lleu angle d'inclinació entre els dos, de manera que les pales en girar es creuen entre si sense topar. Aquesta disposició permet que l'helicòpter voli sense necessitat de tenir un rotor de cua. De vegades aquesta configuració és anomenada  synchropter  en anglès.
Aquesta disposició va ser desenvolupada durant la Segona Guerra Mundial a Alemanya per Anton Flettner per al petit helicòpter de guerra antisubmarina Flettner Fl 265 i posteriorment el Flettner Fl 282 Kolibri. Després de finalitzar la guerra, la companyia nord-americana Kaman Aircraft va fabricar el HH-43 Huskies, per a tasques de lluita contra incendis de les Forces Aèries dels Estats Units. Els helicòpters amb rotors entrecreuats tenen una gran estabilitat i potent capacitat elevadora. L'últim model Kaman K-MAX és un helicòpter grua usat en la construcció.